# Başak Eraydın
Başak Eraydın (Ankara, 21 giugno 1994) è una tennista turca.

## Biografia
Başak Eraydın ha vinto 15 titoli in singolare e 19 titoli nel doppio nel circuito ITF in carriera. Il 2 aprile 2018 ha raggiunto il best ranking mondiale nel singolare, nr 156; il 6 giugno 2016 ha raggiunto il miglior piazzamento mondiale nel doppio, nr 151.

## Statistiche ITF

### Singolare

#### Vittorie (15)
| Torneo $100.000 (0) |
| Torneo $80.000 (0)  |
| Torneo $75.000 (0)  |
| Torneo $60.000 (1)  |
| Torneo $50.000 (0)  |
| Torneo $40.000 (0)  |
| Torneo $25.000 (3)  |
| Torneo $15.000 (0)  |
| Torneo $10.000 (11) |

| N.  | Data            | Torneo                                            | Superficie  | Avversaria in finale               | Punteggio     |
| 1.  | 7 maggio 2012   | ITF Women's Circuit Istanbul, Istanbul            | Cemento     | Nuria Párrizas Díaz                | 6–3, 6–1      |
| 2.  | 21 maggio 2012  | GD Tennis Cup, Smirne                             | Cemento     | Beatrice Cedermark                 | 6–0, 6–1      |
| 3.  | 4 giugno 2012   | Agri Open, Ağrı                                   | Sintetico   | Jeannine Prentner                  | 6–3, 6–3      |
| 4.  | 9 luglio 2012   | ITF Women's Circuit Istanbul, Istanbul            | Cemento     | Tatiana Búa                        | 5–7, 6–4, 6–1 |
| 5.  | 16 luglio 2012  | ITF Women's Circuit Istanbul, Istanbul            | Cemento     | Julija Kalabina                    | 6–3, 6–0      |
| 6.  | 22 ottobre 2012 | ITF Women's Circuit Monastir, Monastir            | Cemento     | Marina Shamayko                    | 6–2, 7–6(5)   |
| 7.  | 5 novembre 2012 | Heraklion Hellenic Zeus Circuit, Heraklion        | Sintetico   | Lena-Marie Hofmann                 | 6–4, 6–0      |
| 8.  | 10 giugno 2013  | ITF Women's Circuit Istanbul, Istanbul            | Cemento     | Dar'ja Lebeševa                    | 6–3, 6–4      |
| 9.  | 27 giugno 2015  | ITF Women's Circuit Balıkesir, Balıkesir          | Cemento     | Melis Sezer                        | 6–3, 5–7, 6–3 |
| 10. | 4 luglio 2015   | ITF Women's Circuit Sakarya, Provincia di Sakarya | Cemento     | Valeria Prosperi                   | 6–3, 6–1      |
| 11. | 31 gennaio 2016 | GD Tennis Cup, Adalia                             | Terra rossa | Ani Amiraghyan                     | 3–6, 6–2, 6–4 |
| 12. | 15 aprile 2017  | Lale Cup, Istanbul                                | Cemento     | Petra Krejsová                     | 6–3, 6–0      |
| 13. | 18 marzo 2018   | Forte Village International Tournament, Pula      | Terra rossa | Elica Kostova                      | 6–4, 6–1      |
| 14. | 11 agosto 2018  | Disa Gran Canaria, Las Palmas de Gran Canaria     | Terra rossa | Guiomar Maristany Zuleta De Reales | 6–4, 6–3      |
| 15. | 18 agosto 2018  | Disa Gran Canaria, Las Palmas de Gran Canaria     | Terra rossa | Chloé Paquet                       | 6–2, 6–1      |

#### Sconfitte (12)
| Torneo $100.000 (0) |
| Torneo $80.000 (0)  |
| Torneo $75.000 (0)  |
| Torneo $60.000 (0)  |
| Torneo $50.000 (0)  |
| Torneo $40.000 (0)  |
| Torneo $25.000 (5)  |
| Torneo $15.000 (2)  |
| Torneo $10.000 (5)  |

| N.  | Data             | Torneo                                           | Superficie  | Avversaria in finale   | Punteggio        |
| 1.  | 7 maggio 2012    | Torneo Thessaloniki Tennis Club, Salonicco       | Terra rossa | Anastasija Muchametova | 6–1, 1–6, 3–6    |
| 2.  | 30 dicembre 2012 | LIC ITF Women's Tennis Championships, Pune       | Cemento     | Tadeja Majerič         | 2-6, 4-6         |
| 3.  | 19 maggio 2013   | Jolie Ville Golf Women's, Sharm el-Sheikh        | Cemento     | Melis Sezer            | 2–6, 6–4, 3–6    |
| 4.  | 28 luglio 2013   | ITF Women's Circuit Istanbul, Istanbul           | Cemento     | Melis Sezer            | 2–6, 7–6(3), 2–6 |
| 5.  | 4 agosto 2013    | GD Tennis Cup, Smirne                            | Cemento     | Anett Kontaveit        | 6-3, 6(4)-7, 0-6 |
| 6.  | 8 giugno 2014    | Sinan Sudas Cup, Adana                           | Cemento     | İpek Soylu             | 6–4, 1–6, 2–6    |
| 7.  | 9 agosto 2015    | Summer Cup, Mosca                                | Terra rossa | Viktorija Kamenskaja   | 2-6, 2-6         |
| 8.  | 14 novembre 2015 | Pavlov Cup, Minsk                                | Cemento (i) | Irina Chromačëva       | 2-6, 5-7         |
| 9.  | 19 febbraio 2017 | GD Tennis Cup, Adalia                            | Terra rossa | Dejana Radanović       | 4-6, 6(1)-7      |
| 10. | 11 marzo 2018    | Tennis Organisation Cup, Adalia                  | Terra rossa | Amina Anšba            | 0-6, 0-6         |
| 11. | 4 agosto 2018    | Open Castilla y León, El Espinar                 | Cemento     | Ljudmila Samsonova     | 2-6, 0-6         |
| 12. | 28 ottobre 2018  | Internacionales de Andalucìa Femeninos, Siviglia | Terra rossa | Anna Bondár            | 2-6, 7-5, 2-6    |

### Doppio

#### Vittorie (19)
| Torneo $100.000 (1) |
| Torneo $80.000 (0)  |
| Torneo $75.000 (0)  |
| Torneo $60.000 (0)  |
| Torneo $50.000 (0)  |
| Torneo $40.000 (0)  |
| Torneo $25.000 (3)  |
| Torneo $15.000 (5)  |
| Torneo $10.000 (10) |

| N.  | Data              | Torneo                                     | Superficie  | Partner                 | Rivali in finale                      | Risultato           |
| 1.  | 9 agosto 2010     | ITF Women's Circuit Istanbul, Istanbul     | Cemento     | Isabella Šinikova       | Fatma Al-Nabhani Magali de Lattre     | 3–6, 6–3, [10–4]    |
| 2.  | 23 maggio 2011    | ITF Women's Circuit Gaziantep, Gaziantep   | Cemento     | Ani Amiraghyan          | Daniella Dominikovic Melis Sezer      | 6–2, 6–3            |
| 3.  | 7 maggio 2012     | ITF Women's Circuit Istanbul, Istanbul     | Cemento     | Melis Sezer             | Fatma Al-Nabhani Anna Zaja            | 6–2, 3–6, [10–7]    |
| 4.  | 14 maggio 2012    | ITF Women's Circuit Istanbul, Istanbul     | Terra rossa | İpek Soylu              | Liu Chang Zhang Nannan                | 3–6, 6–2, [10–5]    |
| 5.  | 4 luglio 2012     | ITF Women's Circuit Istanbul, Istanbul     | Cemento     | Melis Sezer             | Élisabeth Fournier Brittany Wowchuk   | 6–1, 6–4            |
| 6.  | 5 novembre 2012   | Heraklion Hellenic Zeus Circuit, Heraklion | Sintetico   | Abbie Myers             | Borislava Botušarova Vivian Zlatanova | 6–0, 6–1            |
| 7.  | 12 novembre 2012  | Heraklion Hellenic Zeus Circuit, Heraklion | Sintetico   | Abbie Myers             | Tamara Čurović Jana Sizikova          | 6–4, 6–4            |
| 8.  | 15 luglio 2013    | GD Tennis Cup, Smirne                      | Cemento     | Zuzana Zlochová         | Hülya Esen Lütfiye Esen               | 6–1, 6–3            |
| 9.  | 7 luglio 2014     | Sinan Sudas Cup, Adana                     | Cemento     | İpek Soylu              | Al'ona Fomina Ekaterina Tsiklauri     | 6–3, 6–1            |
| 10. | 5 luglio 2014     | ITF Women's Circuit Istanbul, Istanbul     | Cemento     | Melis Sezer             | Maria Mokh Anette Munozova            | 2–6, 6–0, [10–7]    |
| 11. | 12 settembre 2015 | Open GDF SUEZ de Biarritz, Biarritz        | Terra rossa | Lidzija Marozava        | Réka Luca Jani Stephanie Vogt         | 6–4, 6–4            |
| 12. | 30 ottobre 2015   | Republican Girls, Istanbul                 | Cemento (i) | Polina Leykina          | Cristina Dinu Jana Fett               | 7–5, 6(2)–7, [10–5] |
| 13. | 13 novembre 2015  | Pavlov Cup, Minsk                          | Cemento (i) | Veronika Kudermetova    | Anastasija Frolova Ekaterina Jašina   | 6–3, 6–1            |
| 14. | 11 febbraio 2017  | GD Tennis Cup, Adalia                      | Terra rossa | Valentina Ivachnenko    | Karin Kennel Nastja Kolar             | 7–6(6), 6–2         |
| 15. | 18 febbraio 2017  | GD Tennis Cup, Adalia                      | Terra rossa | Karin Kennel            | Cristina Dinu Cristina Ene            | 6–3, 2–6, [10–5]    |
| 16. | 21 settembre 2019 | Trofeul Ilie Nastase, Arad                 | Terra rossa | Andreea Mitu            | Oana Gavrila Andreea Roșca            | 6-0, 6-1            |
| 17. | 21 dicembre 2019  | GD Tennis Cup, Adalia                      | Cemento     | Georgia Andreea Craciun | Ayla Aksu Gizem Melisa Ates           | 6-1, 6-2            |
| 18. | 26 giugno 2021    | Antalya Series, Adalia                     | Terra rossa | Amarissa Kiara Tóth     | Jessie Aney Christina Rosca           | 4-6, 6-1, [10-7]    |
| 19. | 15 giugno 2024    | San Diego Women's, San Diego               | Cemento     | Anita Sahdiieva         | Anna Campana Carolyn Campana          | 0-6, 6-3, [10-8]    |

#### Sconfitte (23)
| Torneo $100.000 (0) |
| Torneo $80.000 (0)  |
| Torneo $75.000 (0)  |
| Torneo $60.000 (0)  |
| Torneo $50.000 (2)  |
| Torneo $40.000 (0)  |
| Torneo $25.000 (8)  |
| Torneo $15.000 (4)  |
| Torneo $10.000 (9)  |

| N.  | Data              | Torneo                                                          | Superficie  | Partner                | Rivali in finale                           | Risultato           |
| 1.  | 18 settembre 2010 | ITF Women's Circuit Mytilene, Mitilene                          | Cemento     | D'jana Isaëva          | Chen Astrogo Keren Shlomo                  | 1–6, 3–6            |
| 2.  | 16 ottobre 2010   | GD Tennis Cup, Adalia                                           | Terra rossa | Camilla Rosatello      | Chantal Škamlová Nikola Vajdová            | 1–6, 3–6            |
| 3.  | 17 dicembre 2011  | GD Tennis Academy, Adalia                                       | Terra rossa | Ilona Kramen'          | Gioia Barbieri Giulia Pasini               | 6(6)-7, 6-4, [5-10] |
| 4.  | 30 marzo 2013     | GD Tennis Academy, Adalia                                       | Cemento     | Abbie Myers            | Oksana Kalašnikova Ksenia Palkina          | 4-6, 6-4, [8-10]    |
| 5.  | 28 aprile 2013    | Lale Cup, Istanbul                                              | Cemento     | Aleksandrina Najdenova | Ekateryna Byčkova Nadežda Kičenok          | 6-3, 2-6, [5-10]    |
| 6.  | 18 maggio 2013    | Jolie Ville Golf Women's, Sharm el-Sheikh                       | Cemento     | Melis Sezer            | Anna Fitzpatrick Ana Veselinović           | 6–2, 4–6, [3–10]    |
| 7.  | 15 giugno 2013    | Lale Cup, Istanbul                                              | Cemento     | Jasmina Tinjić         | Melis Sezer İpek Soylu                     | 4-6, rit.           |
| 8.  | 26 agosto 2013    | Tatarstan Open, Kazan'                                          | Terra rossa | Veronika Kapšay        | Valentina Ivachnenko Kateryna Kozlova      | 4-6, 1-6            |
| 9.  | 26 ottobre 2013   | Marjorie Sherman Women's Circuit, Herzliya                      | Cemento     | Melis Sezer            | Julija Bejhel'zymer Anastasyja Vasyl'eva   | 3–6, 3–6            |
| 10. | 16 febbraio 2015  | GD Tennis Academy, Adalia                                       | Terra rossa | Verena Meliss          | Anita Husarić Kimberley Zimmermann         | 0-6, 3-6            |
| 11. | 11 maggio 2015    | Torneo Internacional de Tenis Femenino Ciudad de Monzón, Monzón | Cemento     | Francesca Stephenson   | Georgina García Pérez Olga Parres Azcoitia | 4-6, 2-6            |
| 12. | 4 luglio 2015     | STA Cup, Provincia di Sakarya                                   | Cemento     | Margarita Lazarëva     | Tamara Čurovic Ekaterina Jašina            | 6–4, 1–6, [6–10]    |
| 13. | 1º agosto 2015    | President's Cup, Astana                                         | Cemento     | Ksenia Palkina         | Natela Dzalamidze Olena Tarasova           | 0–6, 1–6            |
| 14. | 28 maggio 2016    | Torneo Internazionale Femminile Città di Grado, Grado           | Terra rossa | Alice Matteucci        | Catalina Pella Daniela Seguel              | 2-6, 6(8)-7         |
| 15. | 13 agosto 2016    | Flanders Ladies Trophy Koksijde, Koksijde                       | Terra rossa | Ilona Kramen'          | Steffi Distelmans Demi Schuurs             | 1–6, 4–6            |
| 16. | 26 agosto 2016    | Sapronov-tennis Kharkiv Ladies Cup, Charkiv                     | Terra rossa | Ilona Kramen'          | Valentina Ivachnenko Anastasija Komardina  | 1-6, 3-6            |
| 17. | 26 febbraio 2017  | GD Tennis Cup, Adalia                                           | Terra rossa | Karin Kennel           | Ayla Aksu Ekaterine Gorgodze               | 3-6, 1-6            |
| 18. | 3 agosto 2018     | Open Castilla y León, El Espinar                                | Cemento     | Tamara Čurovic         | Marina Bassols Ribera Olga Parres Azcoitia | 5–7, 4–6            |
| 19. | 10 agosto 2018    | Disa Gran Canaria, Las Palmas de Gran Canaria                   | Terra rossa | İpek Soylu             | Jana Sizikova Ulrikke Eikeri               | 2-6, 4-6            |
| 20. | 19 ottobre 2018   | Internacionales de Andalucìa Femeninos, Siviglia                | Terra rossa | Anastasija Komardina   | Andrea Gámiz Paula Ormaechea               | 5-7, 6(5)-7         |
| 21. | 25 marzo 2023     | Antalya Series, Adalia                                          | Terra rossa | Yukina Saigo           | Denisa Hindová Nika Radišić                | 6(6)-7, 3-6         |
| 22. | 22 aprile 2023    | Antalya Series, Adalia                                          | Terra rossa | Sonja Zhiyenbayeva     | Katharina Hering Natalia Siedliska         | 3-6, 2-6            |
| 23. | 7 maggio 2023     | Antalya Series, Adalia                                          | Terra rossa | Leyla Nilufer Elmas    | Alevtina Ibragimova Aleksandra Šubladze    | 6-4, 1-6, [3-10]    |